# Edward Killingworth Johnson

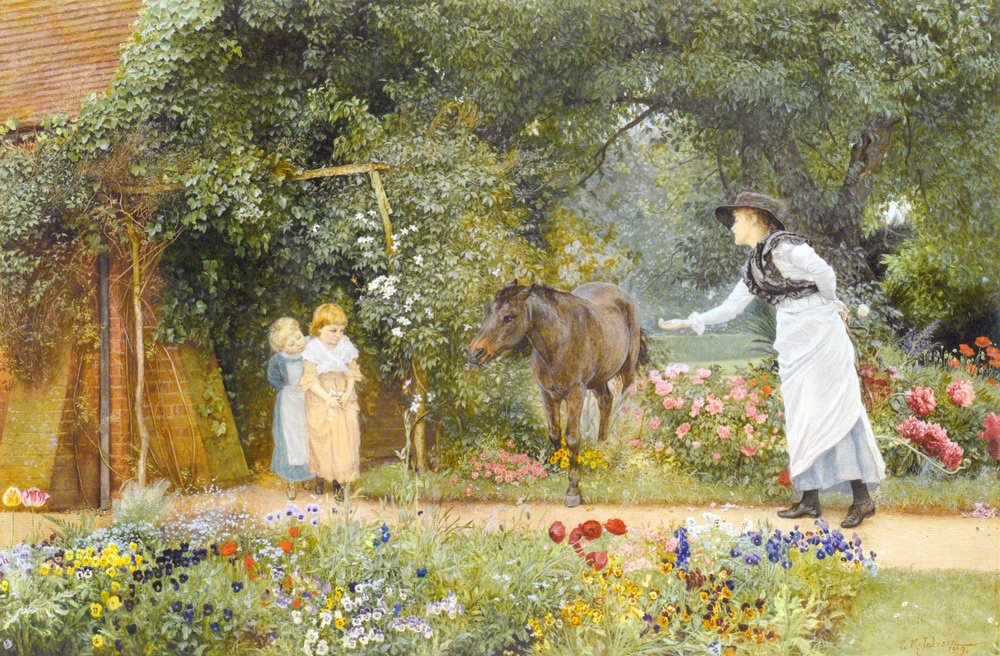
Edward Killingworth Johnson, Bild "Feeding a pony in a Surrey garden" (1879)

Edward Killingworth Johnson (* 30. Mai 1825 in Stratford-le-Bow, heute London; † 7. April 1896 in Halstead, Essex) war ein englischer Maler.
Edward Killingworth Johnson bildete sich ohne Lehrer zum Maler aus und kopierte nur ältere Bilder durch Zeichnungen auf Holz. Die Aquarellmalerei begann er erst 1863, brachte es aber hierin so rasch zu bedeutenden Leistungen, dass er 1866 Genosse der Gesellschaft für Aquarellmalerei und 1876 wirkliches Mitglied derselben wurde.
Nachdem er bis 1871 in London gelebt hatte, zog er sich auf sein Landgut im nördlichen Essex zurück. Unter seinen Werken, die in der Auffassung der Gestalten an Meissonier erinnern, sind zu nennen:
- Die ängstliche Mutter (1874)
- Die Blumisten
- Ein goldener Schwarm (Blumengarten)
- Ein Blick in den Briefbeutel und
- Das Schlafengehen